# Roger Parry
Pour les articles homonymes, voir Parry.
Roger Parry est un photographe et illustrateur français, né le 13 novembre 1905 dans le 18e arrondissement de Paris et mort le 4 mai 1977 à Cognac.

## Biographie
Roger Parry débute par des études à l'École des arts appliqués à Paris en 1922, où il rencontre le dessinateur Fabien Loris, et Édouard Caen, futur représentant à la NRF, qui l’aidera à travailler dans l’édition.
À partir de 1928, il collabore avec le photographe Maurice Tabard.
En 1932, avec Fabien Lorris, il s'embarque pour New York, puis pour Tahiti, Moorea et les îles Sous-le-Vent en Polynésie ; ils y séjournent quelques mois et réalisent des photographies de paysages et de scènes de la vie quotidienne, un film et des dessins. Les photographies de Parry sont publiées par Gallimard en 1934 sous le titre Tahiti, 106 photos de R. Parry.
En août 1944, Parry rejoint le Comité de Libération des reporters photographes de presse et couvre, jusqu'au printemps 1945, la libération de la France. Il suit pour l'AFP la visite officielle du général de Gaulle à New York en 1945 et la Conférence de Moscou en mars-avril 1947. 
Après guerre, il travaille essentiellement dans le secteur de l'édition ; il expérimente des procédés photographiques mêlant prise directe et effets dans la chambre noire. Il développe des visuels pour des commandes publicitaires et la presse. Ses travaux aboutiront aux illustrations publiées dans Banalité de Léon-Paul Fargue. Il intègre l'équipe qui, autour d'André Malraux, travaille à la création de la collection "Univers des formes" chez Gallimard, dont le premier volume paraît en 1960.
Roger Parry a illustré plus de 200 romans policiers pour la NRF, et nombre d'autres œuvres dont La Condition humaine d'André Malraux.
Il meurt le 4 mai 1977 à Cognac.

## Publications

### Illustrateur
- Léon-Paul Fargue, Banalité, illustré de réogrammes et recherches d'objets de Fabien Loris et Roger Parry, 1930 ; tirage : 367 exemplaires.
- Joseph Kessel, Mermoz, Paris, Gallimard, 1939, 208 p.

### Livres de photographies
- Tahiti : 106 photos de R. Parry, Paris, Gallimard, 1934.

## Collections
- Collection Christian Bouqueret
- Médiathèque du patrimoine et de la photographie[4],[5].

## Expositions
- 19 janvier - 10 mars 1996 : Roger Parry, le météore fabuleux, exposition organisée par le Jeu de paume à l'Hôtel de Sully, Paris[6].
- 3 octobre 2006 - 25 janvier 2007 : Roger Parry, 1932 : au-delà du mythe tahitien, Musée de Tahiti, Punaauia.
- 18 septembre - 18 novembre 2007 : Roger Parry : photographies, dessins, mises en pages, exposition organisée par le Jeu de paume à l'Hôtel de Sully, Paris[7],[2].